# Alcántara
Alcántara es una villa y municipio español de la provincia de Cáceres, en la comunidad autónoma de Extremadura. Dentro de la provincia, forma parte administrativamente del partido judicial de Cáceres y de la mancomunidad Tajo-Salor. La villa se ubica en la orilla izquierda del río Tajo, frente a su confluencia con el río Alagón, cerca de la frontera con Portugal.
El término municipal de Alcántara, que se extiende a ambas orillas del Tajo, abarca una superficie de 551,99 km², lo que lo convierte en el quinto municipio más extenso de la provincia. En el mismo se ubican tanto la villa de Alcántara como las pedanías de Estorninos y Poblado de Iberdrola. Su población es de 1347 habitantes (INE 2024).
El área está habitada desde tiempo inmemorial por ser un paso fluvial estratégico. De la época prerromana, aquí se han hallado más de medio centenar de dólmenes, así como una placa que recoge la rendición de un pueblo indígena frente a los romanos, conocida como el Bronce de Alcántara. En la época romana se construyeron aquí el puente de Alcántara sobre el Tajo y el puente de Segura sobre el Erjas; junto al primer puente, los visigodos habitaron un pequeño asentamiento llamado Oliba, que los andalusíes fortificaron con el nombre de Al Qantarat (literalmente "El Puente"). El asentamiento fue reconquistado en 1213 por Alfonso IX de León, convirtiéndose en los años posteriores en la villa capital de la Orden de Alcántara, orden militar que dominó gran parte de la actual Extremadura. La villa es también conocida por ser el lugar de nacimiento de Pedro de Alcántara, santo franciscano del siglo XVI. Tras la disolución de las tierras de la Orden, en los siglos XIX y XX fue la capital del hoy desaparecido partido judicial de Alcántara.
La economía del municipio se basa principalmente en el sector primario, como ocurre en todas las localidades rurales de la zona. Es importante el turismo ya que, además de la fama del puente de Alcántara, el municipio conserva gran cantidad de monumentos como consecuencia de su pasado como sede de la Orden de Alcántara. En diciembre de 2022, el casco antiguo de la villa fue declarado bien de interés cultural, con la categoría de sitio histórico. El municipio es también un importante centro de energía hidroeléctrica, pues alberga desde 1969 el embalse de Alcántara, uno de los embalses hidroeléctricos más importantes de Europa.

## Símbolos
El escudo de Alcántara fue aprobado mediante la "Orden de 8 de junio de 1992, por la que se aprueba el Escudo Heráldico Municipal, para el Ayuntamiento de Alcántara (Cáceres)", aprobada por el Consejero de Presidencia y Trabajo de la Junta de Extremadura Manuel Amigo y publicada en el Diario Oficial de Extremadura el 30 de junio de 1992, luego de haber sido aprobado el escudo por el pleno municipal el 13 de diciembre de 1991 y haber recibido informe favorable del Consejo Asesor de Honores y Distinciones de la Junta de Extremadura el 26 de mayo de 1992. El escudo se define oficialmente así:

Escudo de plata, puente romano, mazonado y en su color sobre ondas de azur y plata surmontado de la Cruz flordelisada de la Orden de Alcántara, de sinople. Al timbre, corona real cerrada.

## Geografía física

### Localización
El término municipal de Alcántara, con una extensión de 551,99 km², tiene los siguientes límites:
- Zarza la Mayor, Ceclavín y Acehúche al norte.
- Piedras Albas enclavado al norte.
- Portezuelo y Garrovillas de Alconétar al este.
- Mata de Alcántara, Brozas y Navas del Madroño al sureste.
- Villa del Rey y Brozas al sur.
- Salorino y Membrío al suroeste.
- El municipio portugués de Idanha-a-Nova al oeste.

### Hidrografía
Alcántara se encuentra en una zona llana en la cual pasan los últimos kilómetros en los que río Tajo es totalmente español. El río Tajo, principal río del municipio, marca el límite municipal con Ceclavín y Acehúche, entra en el término para pasar junto a la villa de Alcántara y luego hace frontera con Portugal. Todos los ríos del municipio son afluentes del Tajo y entre ellos destacan el río Alagón, que tras marcar el límite con Ceclavín desemboca en el Tajo frente a la villa de Alcántara; el río Erjas, que marca la frontera con Portugal hasta desembocar en el Tajo; y el río Salor, que marca el límite municipal con Salorino y Membrío.

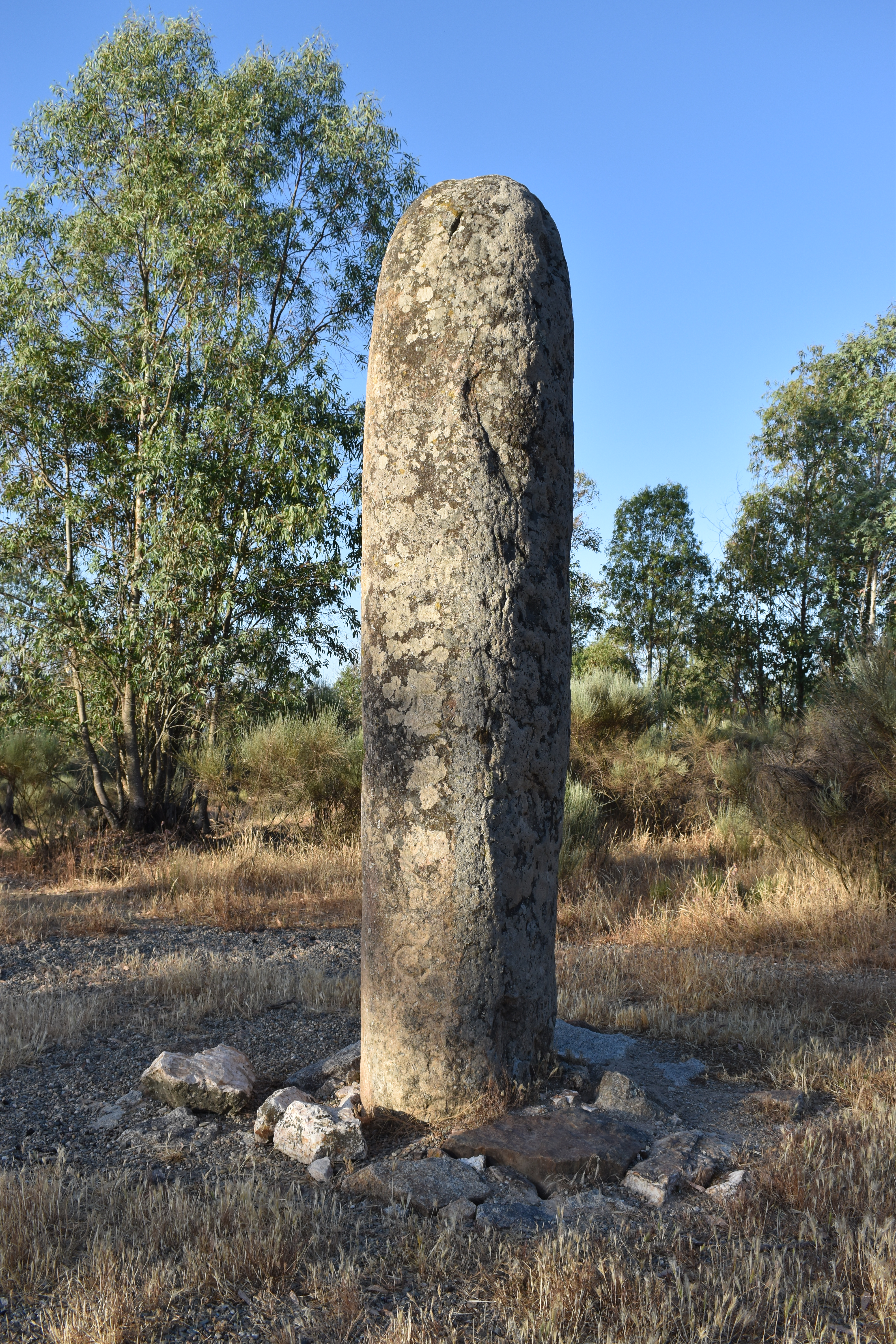
Menhir del Cabezo

## Historia

### Prehistoria

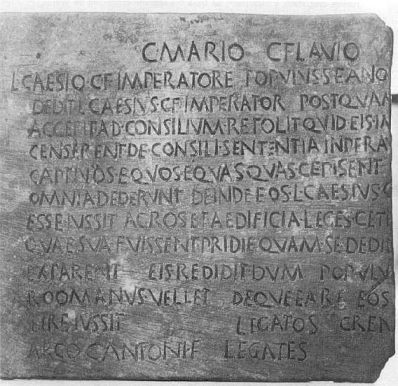
Bronce de Alcántara.

Aunque apenas hay restos arqueológicos, los primeros asentamientos debieron producirse en el Paleolítico. Sin embargo, es a partir de la transición Neolítico-Calcolítico cuando la población se hizo más estable. De esta época se conservan en el término municipal restos como el menhir del Cabezo y medio centenar de dólmenes con ricos ajuares. En Esparragosillo y Campos de Agua se han hallado grabados rupestres que probablemente sean del Bronce Medio y Final.

### Época romana
El Bronce de Alcántara, también llamada «Tabula Alcantarensis», fue hallada el año 1983 en la zona del Castillejo de la Orden, dentro del término municipal. Recoge la rendición del pueblo indígena de los seanocos ante los romanos. Se conserva en el Museo de Cáceres.
El hallazgo del Bronce de Alcántara confirma que la zona estaba habitada en el siglo II a. C. No obstante, el resto romano más destacado es el Puente de Alcántara, construido posteriormente. Cerca de este, también encontramos el Puente de Segura.

### Edad Media

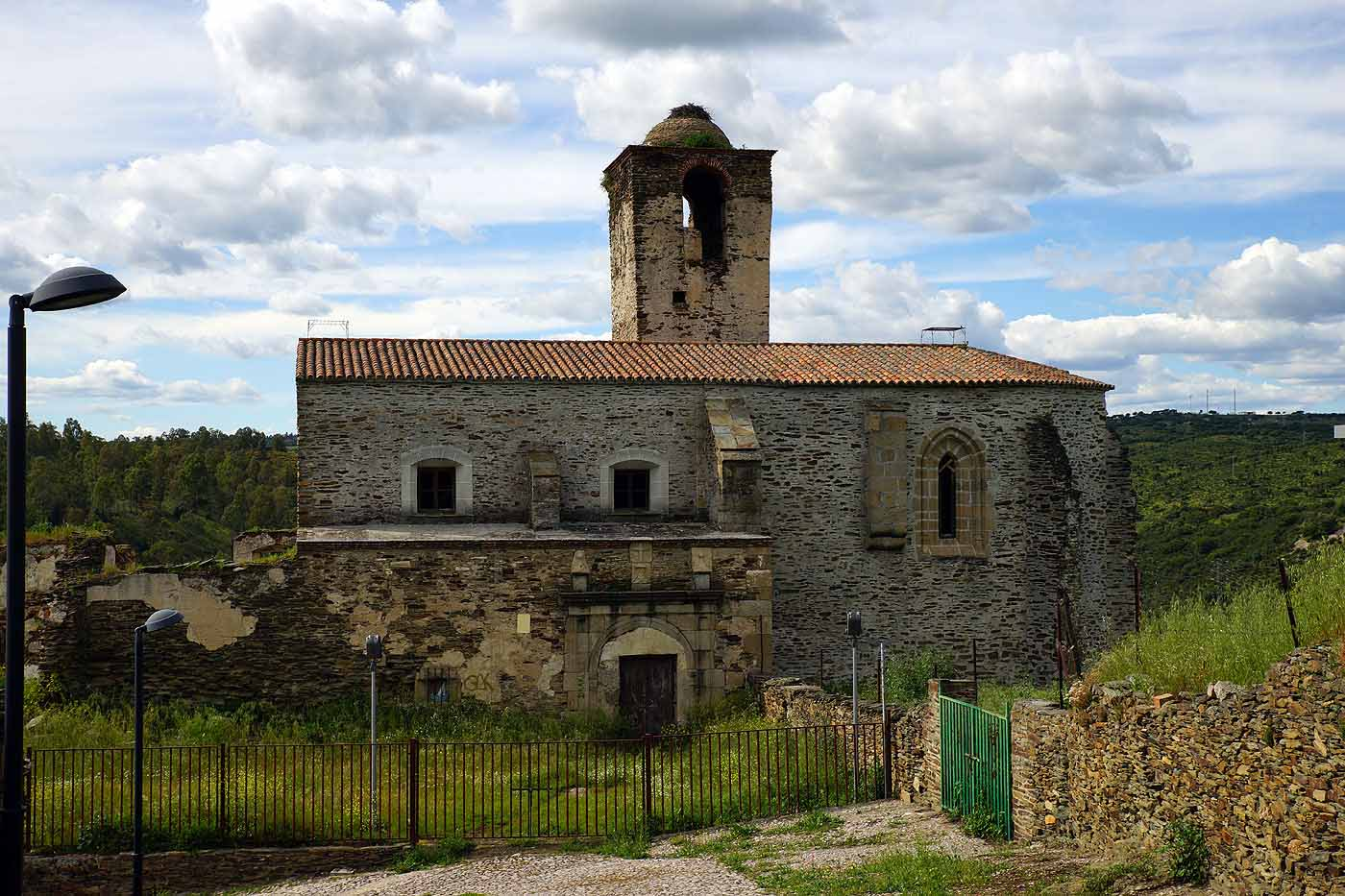
Iglesia de la Encarnación.

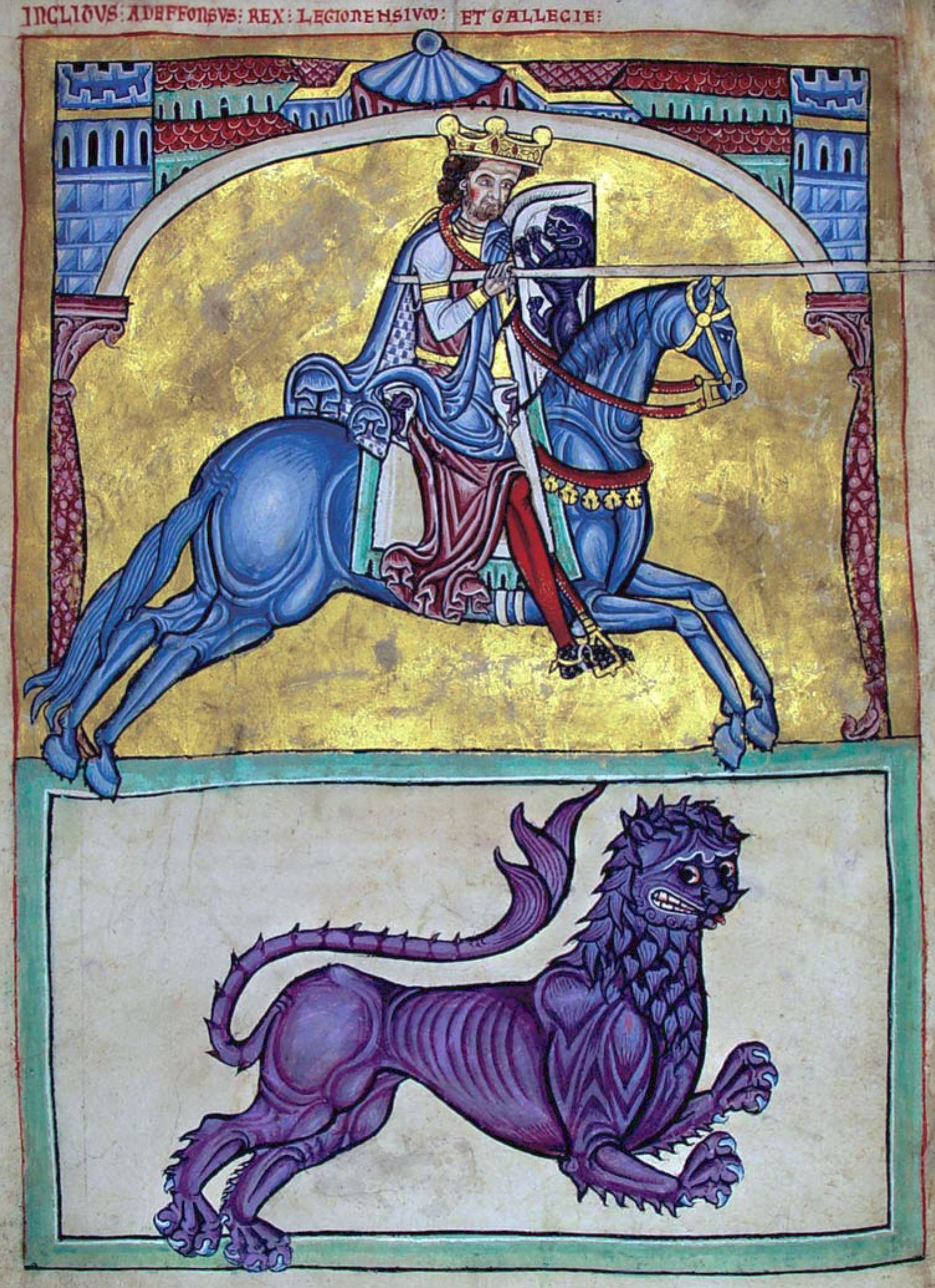
Alfonso IX de León conquistó definitivamente Alcántara en 1213.

La época visigoda ha sido poco investigada, pero es probable que el poblamiento de ese tiempo fuese una continuación del romano. Según algunos autores, habría habido un asentamiento llamado Ovila u Oliva en las inmediaciones del puente. De los restos materiales de la época destacan un capitel granítico y dos pilastras de mármol.
El nombre de la población proviene de la época de la conquista musulmana (Al-Ándalus) en la Edad Media, ya que "al-Qantarat" ( القنطرة) significa "El puente" en árabe. Este nombre se debe a la presencia en el municipio del puente que se construyó bajo el imperio romano.
Con la conquista musulmana, el puente romano se convirtió en un paso estratégico a defender. El geógrafo árabe Ibn Hawqal citó por primera vez Alcántara en el siglo X reinando Abderramán III por lo cual se supone que en esta época ya se había construido el primer recinto amurallado.
Con el avance hacia el sur del Reino de León, Alcántara se convirtió en una localidad disputada entre cristianos y árabes en los siglos XII y XIII, dada su posición clave para el paso sobre el río Tajo. Así, en el otoño de 1166 el rey Fernando II de León se hizo con el control de Alcántara, si bien en 1174 la localidad pasó de nuevo a manos musulmanas tras una ofensiva almohade.
Ya en el siglo XIII, los leoneses retomaron definitivamente el control de Alcántara en el año 1213, en una nueva ofensiva impulsada por Alfonso IX de León sobre la localidad. Este monarca cedió su defensa a la Orden de Calatrava, pero la distancia con los dominios calatravos hizo que estos traspasaran sus territorios a la Orden de San Julián del Pereiro, que luego pasaría a ser la Orden de Alcántara al trasladar su sede a Alcántara en 1218. La ubicación de la orden en la localidad le dio mucha importancia, pero también la convirtió en un lugar de conflictos durante a la Edad Media. A finales de siglo XV se firmó en Alcántara un preacuerdo del Tratado de Alcáçovas.

### Edad Moderna

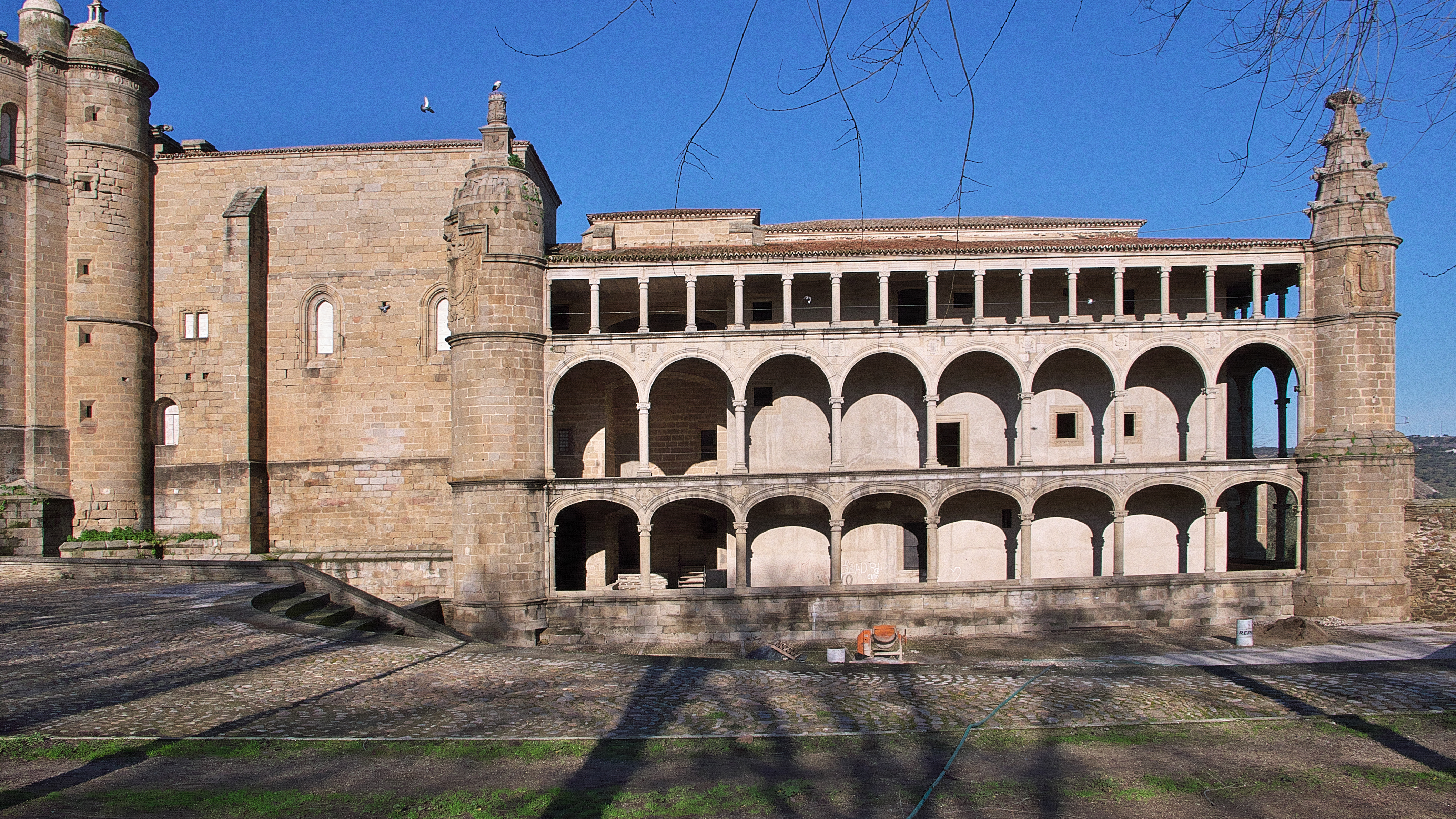
Galería de Carlos V en el Convento de San Benito.

Con los Reyes Católicos la Orden de Alcántara fue incorporada a la Corona, si bien los territorios vinculados a ella conservaron su carácter jurisdiccional. Los gastos militares de la Corona llevaron a que se enajenaran muchas encomiendas con sus respectivas rentas y jurisdicciones, pasando a manos de la alta nobleza. En Alcántara, la alta nobleza llevaba asentada desde el siglo XIII y dio lugar a algunas de las grandes familias de Cáceres. En la Edad Moderna se produjo la mayor época de esplendor arquitectónico de Alcántara, contratándose a los grandes arquitectos extremeños de la época como Pedro de Ibarra.
Según el presbítero emeritense Vicente Navarro de Castillo, 78 habitantes de Alcántara pasaron a la Conquista americana durante el siglo XVI, que se distribuyeron por las distintas naciones que hoy conforman el Continente americano. Entre los personajes más destacados figuran: el capitán Gonzalo Suárez Rendón, fundador de Tunja (Colombia), el capitán Antonio de Lebrija (conquistador), que intervino en varias acciones en Colombia, y era nieto del gran humanista Antonio de Nebrija, el capitán Alonso Bravo de Montemayor y el capitán Alonso de Cáceres.
En 1653 se pusieron a la venta dos votos en las Cortes. Uno lo compró Galicia y otro Extremadura, por valor de 80 000 ducados. Las ciudades de Plasencia, Badajoz, Mérida y Trujillo y las villas de Cáceres y Alcántara se unieron para comprar este voto, representando a las localidades de la provincia de Trujillo, a las que posteriormente se unirían otras, algunas de la provincia de León de la Orden de Santiago (Llerena). Es pues en este momento cuando surge Extremadura como entidad política.
En 1703, durante la guerra de sucesión española, Felipe V declaró desde Alcántara la guerra a Portugal, volviendo a cobrar protagonismo la villa como enclave estratégico.

### Edad Contemporánea

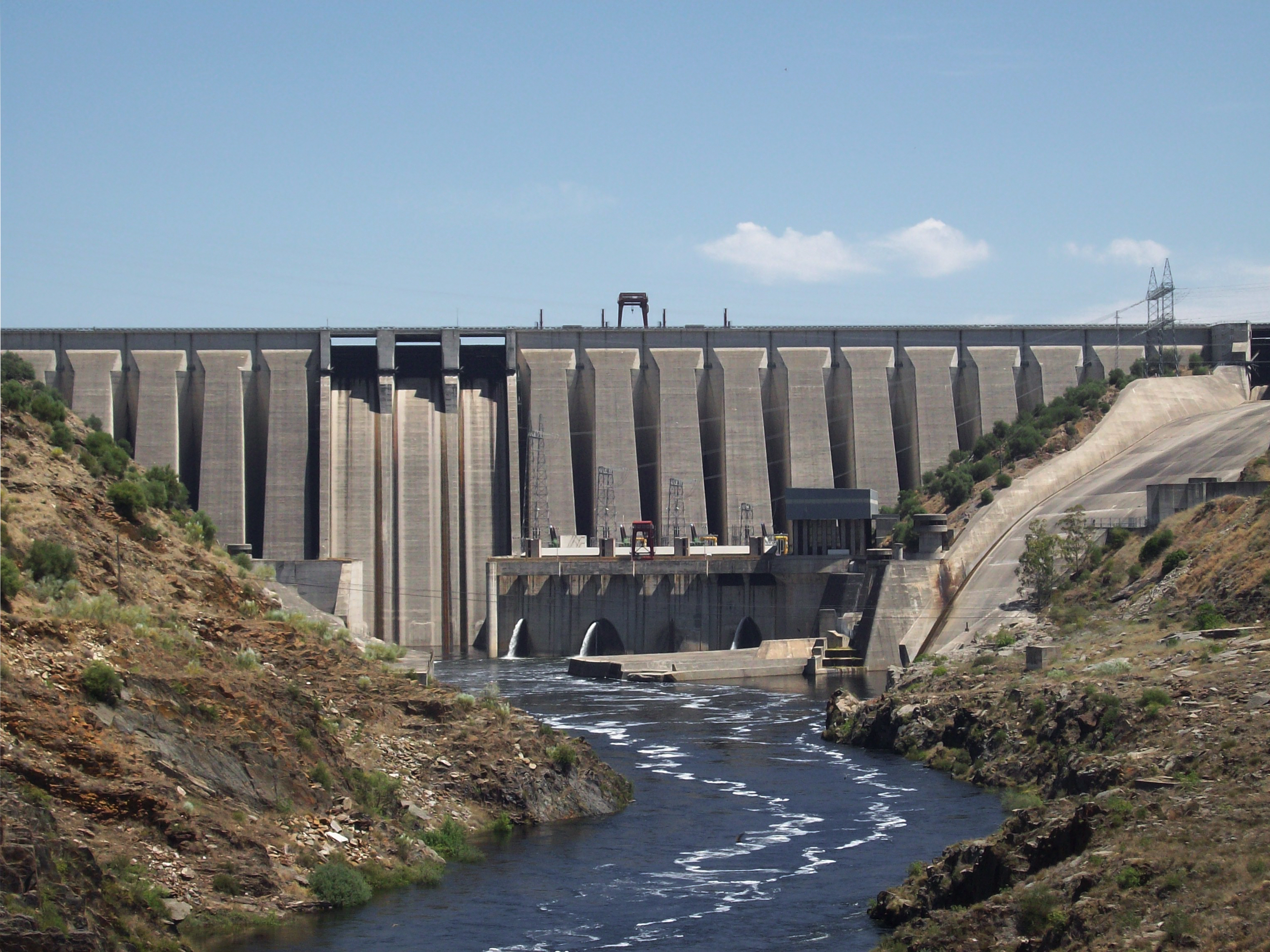
Embalse de Alcántara.

Antes de la Guerra de la Independencia Española, las tropas napoleónicas tomaron el control de Alcántara para invadir Portugal. Durante la guerra se saquearon los archivos del monasterio y se produjo un deterioro en el patrimonio.
A la caída del Antiguo Régimen la localidad se constituye en municipio constitucional y cabecera del partido judicial de Alcántara, que quedó integrado en la división provincial de 1833 en la provincia de Cáceres y la región de Extremadura. En el censo de 1842 contaba con 780 hogares y 4272 vecinos. La desamortización provocó la definitiva ruina de gran parte del patrimonio del municipio.

## Demografía
Alcántara cuenta con una población de 1347 habitantes (INE 2024).
| Gráfica de evolución demográfica de Alcántara entre 1842 y 2021 |
| |
| Población de derecho según los censos de población del INE Población de hecho según los censos de población del INEEntre el censo de 1981 y el anterior, crece el término del municipio porque incorpora a Estorninos. |

Según el nomenclátor, en el término municipal de Alcántara hay tres núcleos de población reconocidos como tal: Alcántara, Estorninos y Poblado de Iberdrola, estando la población del municipio distribuida de la siguiente forma:
| Localidad               | 2002 | 2005 | 2008 | 2011 | 2014 | 2017 | 2020 |
| ----------------------- | ---- | ---- | ---- | ---- | ---- | ---- | ---- |
| Alcántara (villa)       | 1631 | 1604 | 1569 | 1543 | 1485 | 1415 | 1355 |
| Alcántara (diseminados) | 0    | 8    | 10   | 18   | 22   | 22   | 16   |
| Estorninos              | 39   | 39   | 29   | 28   | 29   | 25   | 23   |
| Poblado de Iberdrola    | 99   | 70   | 61   | 42   | 35   | 25   | 17   |
| Total                   | 1769 | 1721 | 1669 | 1631 | 1571 | 1487 | 1411 |

## Comunicaciones
Carreteras
La principal carretera que pasa por Alcántara es la EX-207, que une Portugal y Piedras Albas al noroeste con Villa del Rey, Brozas, Navas del Madroño, Arroyo de la Luz y Malpartida de Cáceres al sureste.

## Administración y política

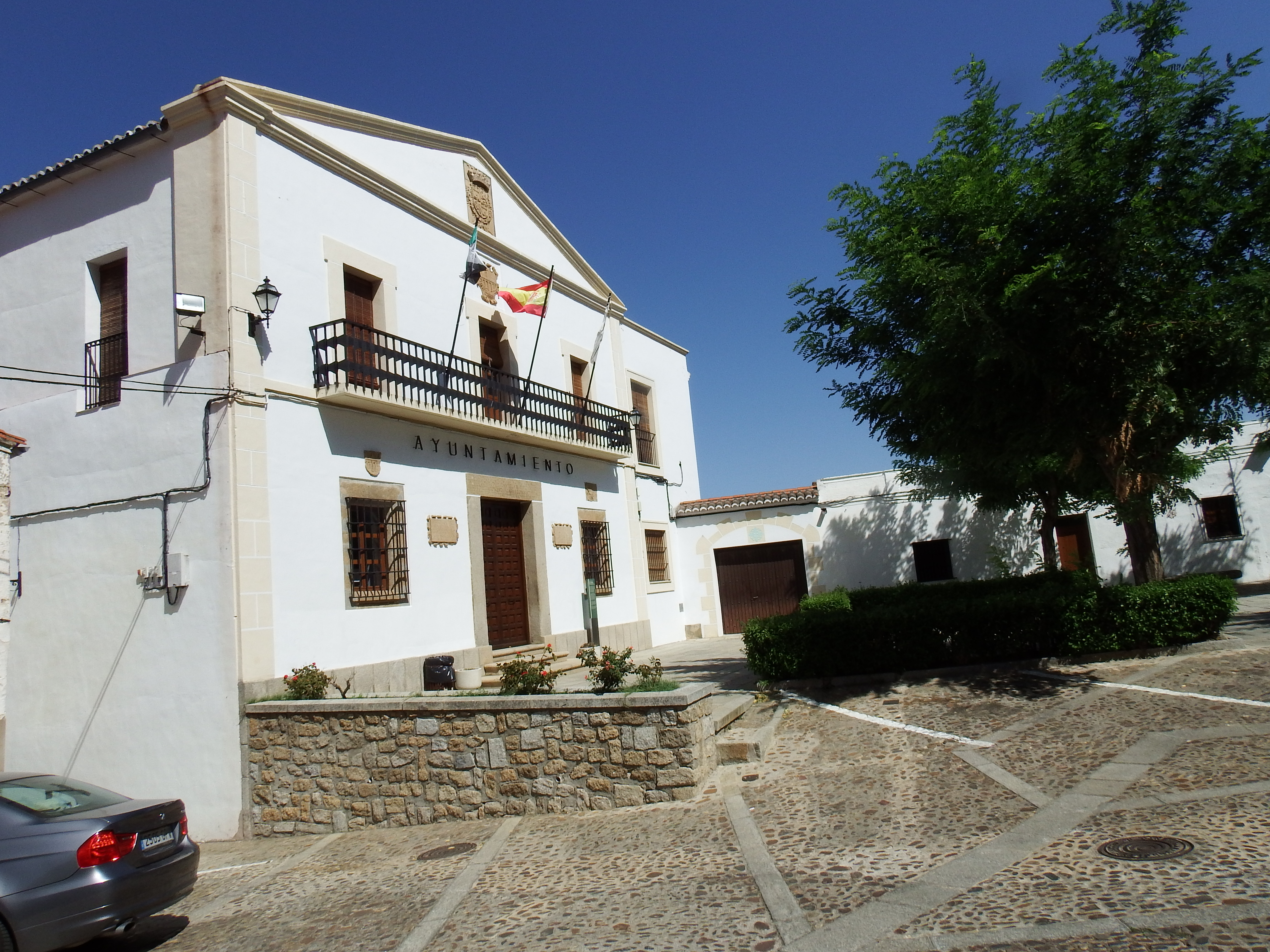
Casa consistorial de Alcántara

En la siguiente tabla se muestran los votos en las elecciones municipales de Alcántara, con el número de concejales entre paréntesis, desde las primeras elecciones municipales democráticas:
| Año  | Año | Populares          | Socialistas   | Izquierda         | Centro            | Regionalistas             | Otros                    |
| ---- | --- | ------------------ | ------------- | ----------------- | ----------------- | ------------------------- | ------------------------ |
| 1979 |     | No se presentaron  | PSOE: 374 (4) | PCE: 176 (1)      | UCD: 307 (3)      | No se presentaron         | AE: 368 (3)              |
| 1983 |     | AP-PDP-UL: 328 (3) | PSOE: 680 (6) | No se presentaron | No se presentaron | No se presentaron         | AE: 225 (2)              |
| 1987 |     | AP: 190 (1)        | PSOE: 614 (5) | IU: 228 (2)       | CDS: 326 (3)      | No se presentaron         | No hubo más candidaturas |
| 1991 |     | PP: 463 (4)        | PSOE: 526 (5) | IU: 275 (2)       | No se presentaron | No se presentaron         | No hubo más candidaturas |
| 1995 |     | PP: 427 (3)        | PSOE: 386 (3) | IU-LV: 288 (2)    | UC: 89 (0)        | EU-CREX-PREX: 135 (1)     | No hubo más candidaturas |
| 1999 |     | PP: 362 (3)        | PSOE: 557 (4) | IU-CE: 114 (1)    | No se presentaron | EU: 224 (1)               | No hubo más candidaturas |
| 2003 |     | PP: 288 (2)        | PSOE: 457 (4) | IU-SIEX: 211 (1)  | No se presentaron | EU: 304 (2)               | No hubo más candidaturas |
| 2007 |     | PP-EU: 367 (3)     | PSOE: 535 (4) | IU-SIEX: 119 (1)  | No se presentaron | IPEX: 179 (1)             | No hubo más candidaturas |
| 2011 |     | PP-EU: 624 (5)     | PSOE: 485 (4) | IU-V-SIEX: 55 (0) | No se presentaron | EU en coalición con el PP | No hubo más candidaturas |
| 2015 |     | PP: 590 (5)        | PSOE: 432 (4) | G-IU-LV: 47 (0)   | No se presentaron | No se presentaron         | No hubo más candidaturas |
| 2019 |     | PP: 511 (5)        | PSOE: 381 (3) | No se presentaron | No se presentaron | No se presentaron         | C's: 128 (1)             |

| Periodo   | Nombre                                                           | Partido       |
| --------- | ---------------------------------------------------------------- | ------------- |
| 1979-1983 | Julián Maestre Bustamante                                        | UCD           |
| 1983-1987 | Ignacio Esteban García                                           | PSOE          |
| 1987-1991 | Ignacio Esteban García                                           | PSOE          |
| 1991-1995 | Ignacio Esteban García                                           | PSOE          |
| 1995-1999 | Lorenzo Burgos Bernáldez                                         | PP            |
| 1999-2003 | Manuel Magro                                                     | PP            |
| 2003-2007 | Pablo Herrero (hasta 2005) Luis Mario Muñoz Nieto (desde 2005)   | EU PP         |
| 2007-2011 | Fernando Moreno (hasta 2009) Luis Mario Muñoz Nieto (desde 2009) | IU-SIEX PP-EU |
| 2011-2015 | Luis Mario Muñoz Nieto                                           | PP-EU         |
| 2015-2019 | Luis Mario Muñoz Nieto                                           | PP            |
| 2019-2023 | Luis Mario Muñoz Nieto                                           | PP            |

## Servicios públicos

### Educación
Alcántara cuenta con su propio IES, el IES San Pedro de Alcántara. A este centro asisten alumnos de pueblos vecinos que no cuentan con instituto o cuyo instituto solo llega hasta la ESO: Brozas, Ceclavín, Garrovillas de Alconétar, Mata de Alcántara, Navas del Madroño, Piedras Albas, Villa del Rey y Zarza la Mayor. En cuanto a la educación infantil y primaria, en la villa hay un colegio público, el CEIP Miguel Primo de Rivera.

### Sanidad
En 2010 Alcántara contaba, en cuanto a sanidad pública, con un centro de salud en la capital municipal y un consultorio de atención primaria en Estorninos. En sanidad privada, en el municipio había ese año una óptica.

## Patrimonio

### Puente de Alcántara

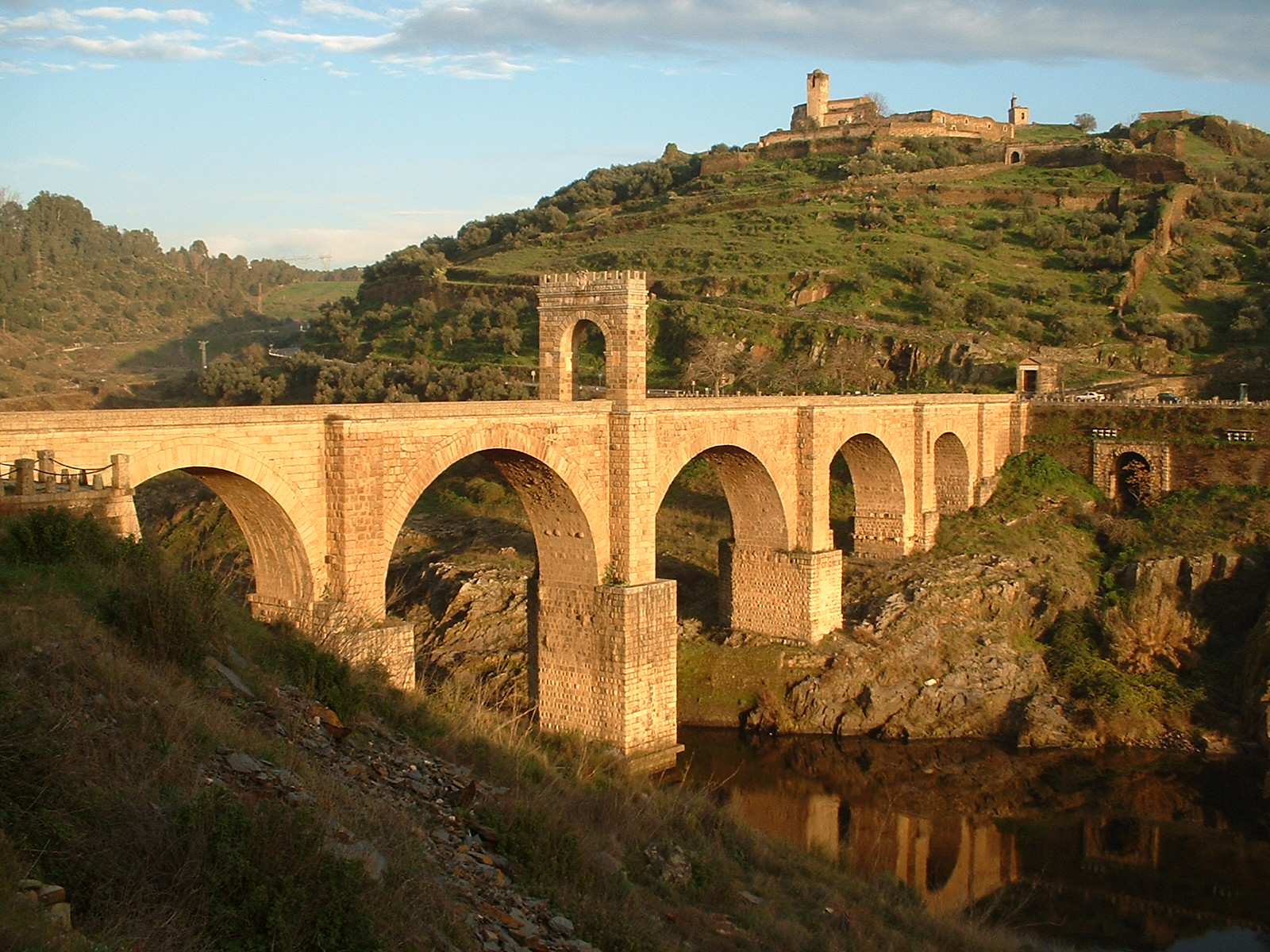
Puente romano de Alcántara

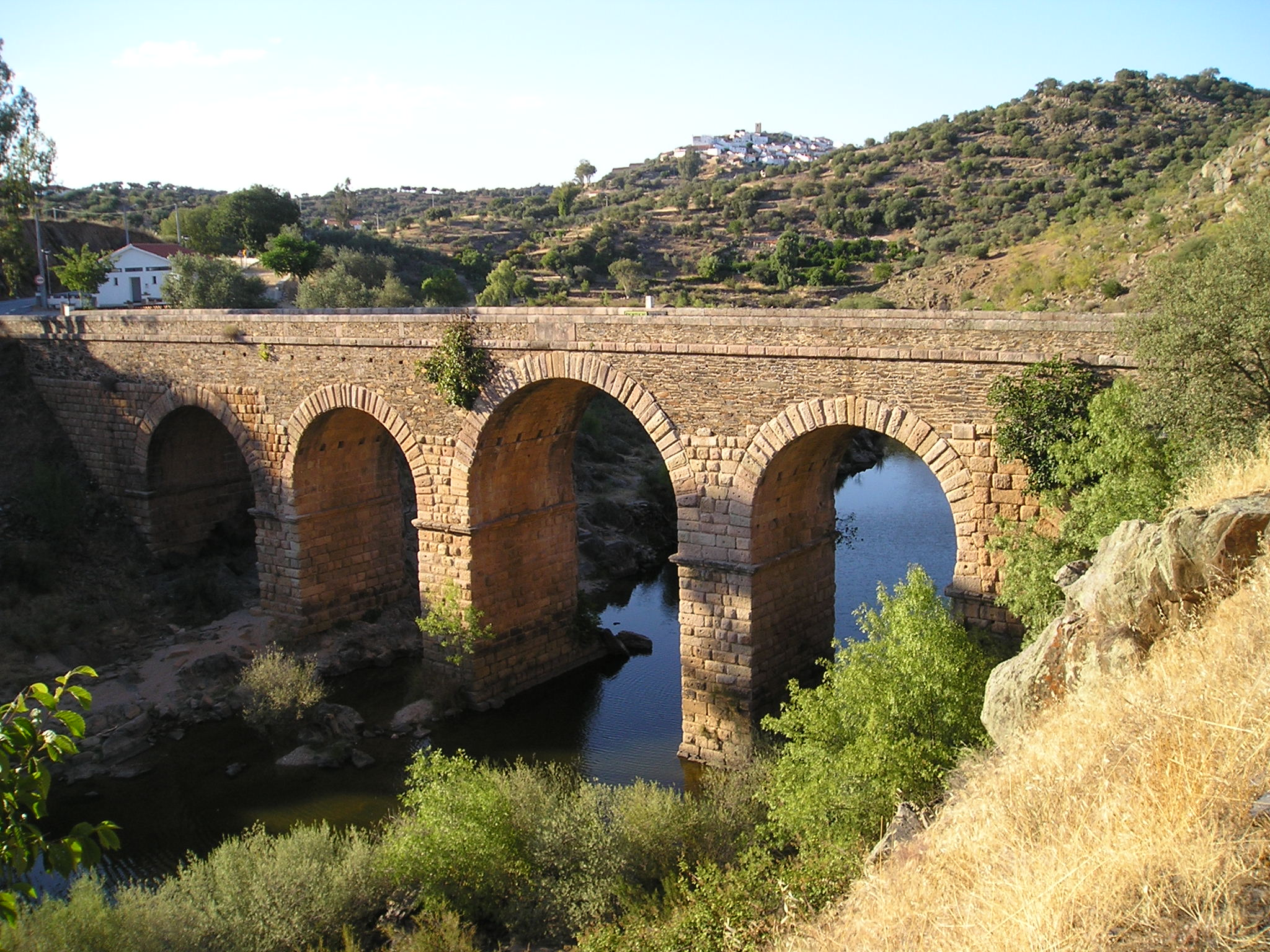
Puente romano de Segura sobre el río Erjas en la frontera entre España y Portugal

Sobre el río se encuentra un puente romano de seis arcos, de 194 m de longitud, 8 de ancho y 61 m de altura máxima, construido en 104 en tiempos del emperador Trajano (en cuyo honor se erigió un arco de triunfo en la parte central del puente). Destruido por los franceses en la Guerra de la Independencia, en la actualidad está bellamente iluminado por la noche. En la orilla izquierda hay un pequeño templo romano.
Algunos cientos de metros aguas arriba del puente está el embalse de José María de Oriol-Alcántara II, con una capacidad máxima de 3160 hm³ cuyo destino principal es la producción de energía eléctrica, el mayor de España por su longitud y el segundo por capacidad después del embalse de La Serena.

### Puente de Segura
Se trata de un puente 5 arcos de 10,5 m de luz el central y 7,5 m cada uno de los otros cuatro. Fue construido en las mismas fechas que el Puente de Alcántara con aparejo de sillares de granito rosado para superar el río Eljas. Actualmente, sirve de paso entre España y Portugal.

### Religioso

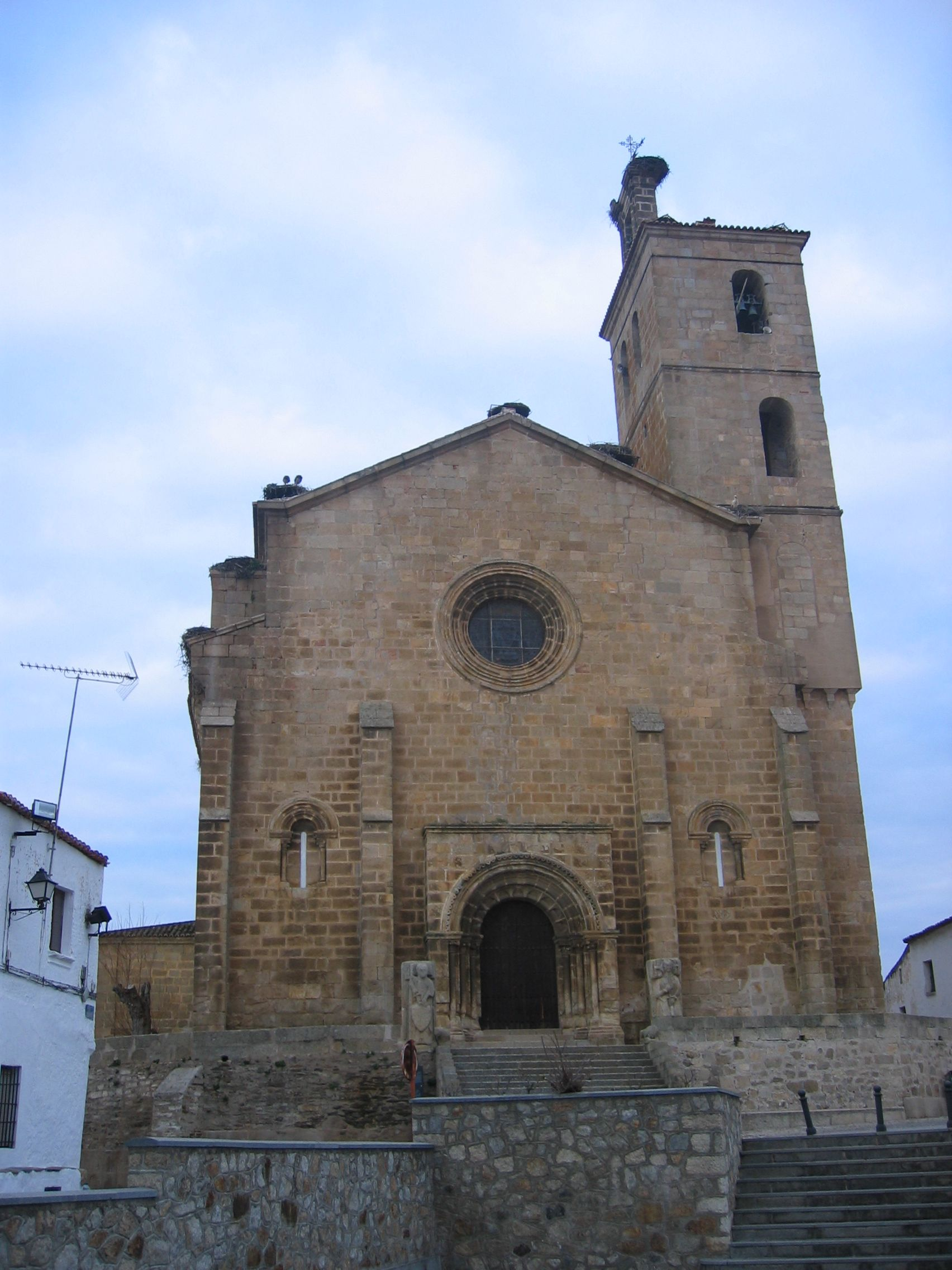
Iglesia de Santa María de Almocóvar.

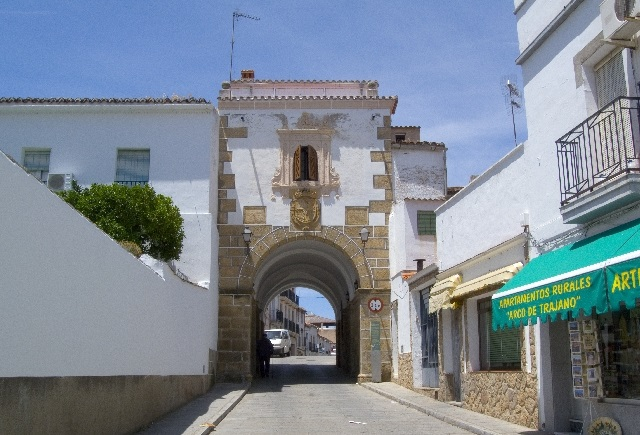
Arco de la Concepción.

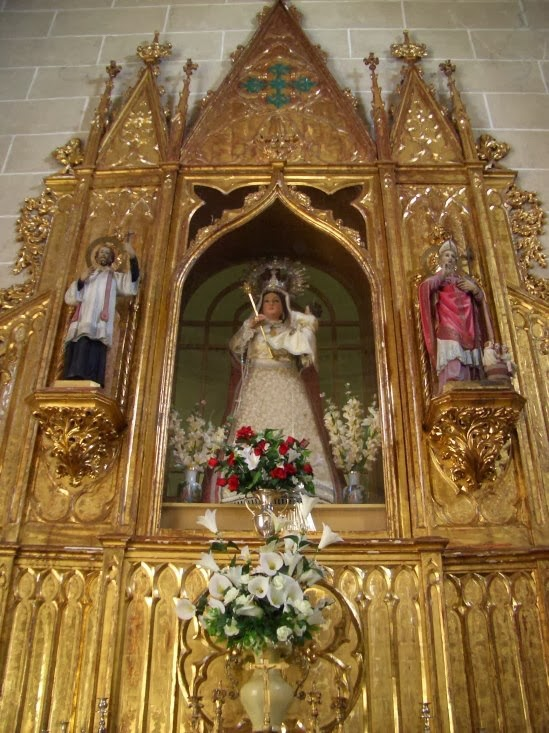
Virgen de los Hitos, patrona de Alcántara.

- Iglesia parroquial de Santa María de Almocóvar, en el oeste del casco antiguo, en lo que fue el primer arrabal medieval. Es un edificio de origen tardorrománico, construido sobre una antigua mezquita, que tras la conquista había sido dedicada al culto cristiano. Las obras empezaron en 1254, por iniciativa del maestre García Fernández. En el exterior pueden verse tres interesantes portadas románicas, siendo la principal, al oeste, uno de los ejemplos más sobresalientes del románico extremeño. En el siglo XVI se construyeron algunas capillas, incluida la capilla mayor. El interior es de una sola nave, techo de crucería con abundantes nervaduras, y guarda importantes piezas artísticas: el sepulcro del comendador Antonio Bravo de Jerez, realizado por Lucas Mitata; cinco tablas de Luis de Morales; un cristo yacente, atribuido a Martínez Montañés; el sepulcro del Maestre Yáñez de la Barbuda; y la pila donde fue bautizado San Pedro de Alcántara.

En la plaza de San Pedro, entre la fachada de la iglesia y la cabecera de la iglesia de San Pedro, se encuentra el moderno monumento dedicado a San Pedro de Alcántara. Erigido por suscripción popular, es una estatua en bronce de grandes dimensiones realizada en 1976 por el escultor conquense José Navarro Gabaldón, y fundida en Madrid por Godina Hermanos.
- Iglesia de San Pedro de Alcántara, del siglo XVII, se levanta en el lugar donde en otro tiempo estuvo la casa natal del santo.
- Conventual de San Benito, el principal monumento religioso de la villa, fue la tercera y última casa matriz de los caballeros de la Orden Militar de Alcántara. El conjunto estaba formado por una hospedería, la iglesia, y el convento. Las obras empezaron a principios del siglo XVI, y fueron interrumpidas durante el reinado de Felipe II, quedando su iglesia, dedicada a la Inmaculada Concepción, por terminar. Incluye un hermoso claustro gótico y una fachada exterior renacentista, conocida como la Galería de Carlos V. Abandonado con la desamortización de Mendizábal en 1835, cayó en ruinas y tuvo que ser restaurado. Fue declarado Monumento Nacional en 1914; actualmente es la sede de la Fundación San Benito de Alcántara.

Otros monumentos religiosos de la villa son:
- Iglesia de la Encarnación, también llamada la 'Encarnación Antigua', del siglo XV, aunque de esa época solo se conservan la portada, el ventanal y las bóvedas de crucería. Fue construida dentro del antiguo alcazár, y era la parroquial de la villa amurallada.
- Convento del Sancti Spíritu. Junto a la antigua parroquia de la Encarnación, fue el convento habitado por las Monjas Comendadoras de la Orden de Alcántara; está en ruinas.
- Capilla de Nuestra Señora de los Remedios, del siglo XVIII, perteneció al convento de las franciscanas terciarias.
- Capilla de la Soledad, en el barrio judío, se construyó en el siglo XIV y se reformó en el siglo XVIII. Se piensa que hasta 1492 se usó como sinagoga.
- Capilla de San Antón, del siglo XIII. Formó parte de una antigua enfermería franciscana.
- Capilla de la Piedad, parte del Hospital de la Piedad, construida en el siglo XVI; esta ahora integrada en la biblioteca municipal.
- Ermita de Nuestra Señora de las Angustias, en el casco histórico. Es de propiedad privada.
- Ermita de la Encarnación, a veces conocida como la 'Encarnación Nueva', queda junto a la plaza de la Corredera; es de finales del siglo XVI, y fue muy remodelada en el siglo XVII.
- Convento de San Bartolomé, construido en 1478 al noreste de la villa, fueras de las murallas. Entre 1493 y 1835 fue convento franciscano, y posteriormente se instaló ahí una fábrica harinera. A principios del siglo XXI fue rehabilitado para usarlo como hospedería de turismo.
- Ermita de Nuestra Señora de los Hitos, 3 km al sureste, más allá del cementerio. Existía ya en el siglo XIV. Tras destruirse en la guerra de sucesión española, se reedificó en 1768.
- Iglesia de Santiago, de los siglos XVI-XVII; cayó en ruinas en la guerra de sucesión española, y ya no quedan vestigios.

En la antigua villa de Estorninos, hoy pedanía del municipio, se encuentran:
- Iglesia de Santiago; depende de la parroquia de Santa María de Almocóvar, con la que comparte el mismo párroco.
- Ermita del Humilladero.

### Monumentos militares
- Castillo de Alcántara
- Recinto abaluartado de Alcántara
- Alcázar de Alcántara

### Otros

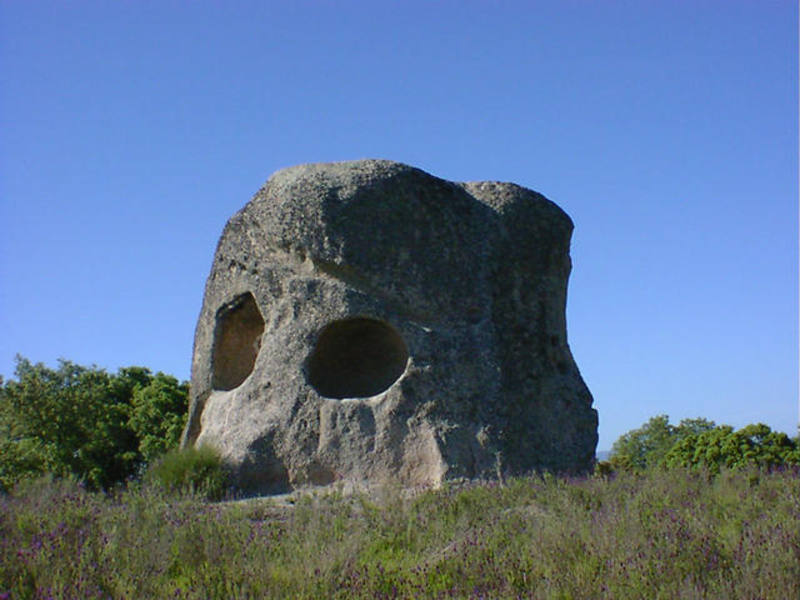
Peña Buraca

Por toda la villa pueden verse casas señoriales y restos de los antiguos palacios construidos por la burguesía agraria, las casas de los Bernáldez, Villarroel, Roco Campofrío, Reina y Domínguez así como algunos elementos de arquitectura popular, especialmente las chimeneas.
A la salida de la villa, en dirección al Puente y al embalse, pueden verse las ruinas de un antiguo puente de piedra hoy destruido: solo existen dos arcos.
Peña Buraca o Canchal de los dos ojos: declarada Bien de Interés Cultural con categoría de zona arqueológica, se trata de un antiguo asentamiento donde se pueden ver varios bolos graníticos con marcas de haber formado parte de viviendas, rodeadas de casi una veintena de tumbas y varios lagares rupestres. Se data en el periodo final del imperio romano.

## Cultura

### Eventos culturales
En la población se celebra todos los años el Festival de Teatro Clásico de Alcántara un evento cultural que se inició en el verano de 1984 y aprovecha las noches de verano para efectuar sus representaciones.
Alcántara cuenta con un mercado medieval, evento durante el cual se presentan al público diversos artículos alimenticios (panes, quesos, vinos, embutidos) y de uso doméstico (jabones, perfumes, cosméticos) elaborados de manera artesanal; sus participantes van vestidos al modo medieval.

### Festividades
Virgen de los Hitos

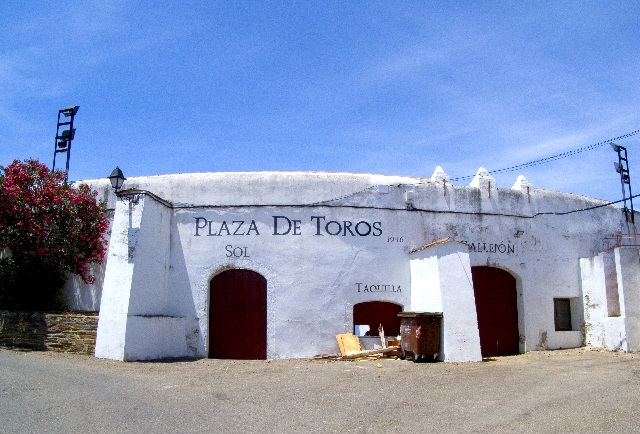
Plaza de toros de Alcántara.

Patrona de Alcántara, Mata de Alcántara y Villa del Rey. Cuenta la leyenda que la Virgen se apareció a unos pastores en una encina qué está al lado de la ermita y se conserva todavía con un hueco en el medio, que es donde sucedió.
Se celebra la romería el fin de semana más próximo al 25 de marzo.
San Pedro de Alcántara
Patrón de Alcántara. Santo nacido en la localidad. Confesor de Santa Teresa de Jesús. Fundador de cantidad de conventos, entre ellos los de San Pedro de los Majarretes, El Palancar en Pedroso de Acim y Arenas de San Pedro, donde falleció y descansan sus restos. Es el Patrón de Brasil. Festividad 19 de octubre.
La fiesta en su pueblo natal se celebra la víspera (noche del 18 de octubre) con el encendido de hogueras a las 10 h, explosión de petardos y hay costumbre de tiznar las caras con una corcha quemada previamente, y comida de uno de los platos típicos, "Migas Extremeñas".

### Gastronomía
Entre los platos típicos de Alcántara se encuentran las migas, la caldereta de cordero, la chanfaina, la perdiz a la moda de Alcántara, la sopa de trapo, la sopa de tomate, las patatas a lo pobre, los repápalos con leche, el cochifrito de patatas, el arroz con patatas y bacalao, las mormenteras y las puchas.

## Medios de comunicación
Desde Alcántara emite una emisora de radio de Canal Extremadura en el 101 FM.